# Charles Johann Palmié

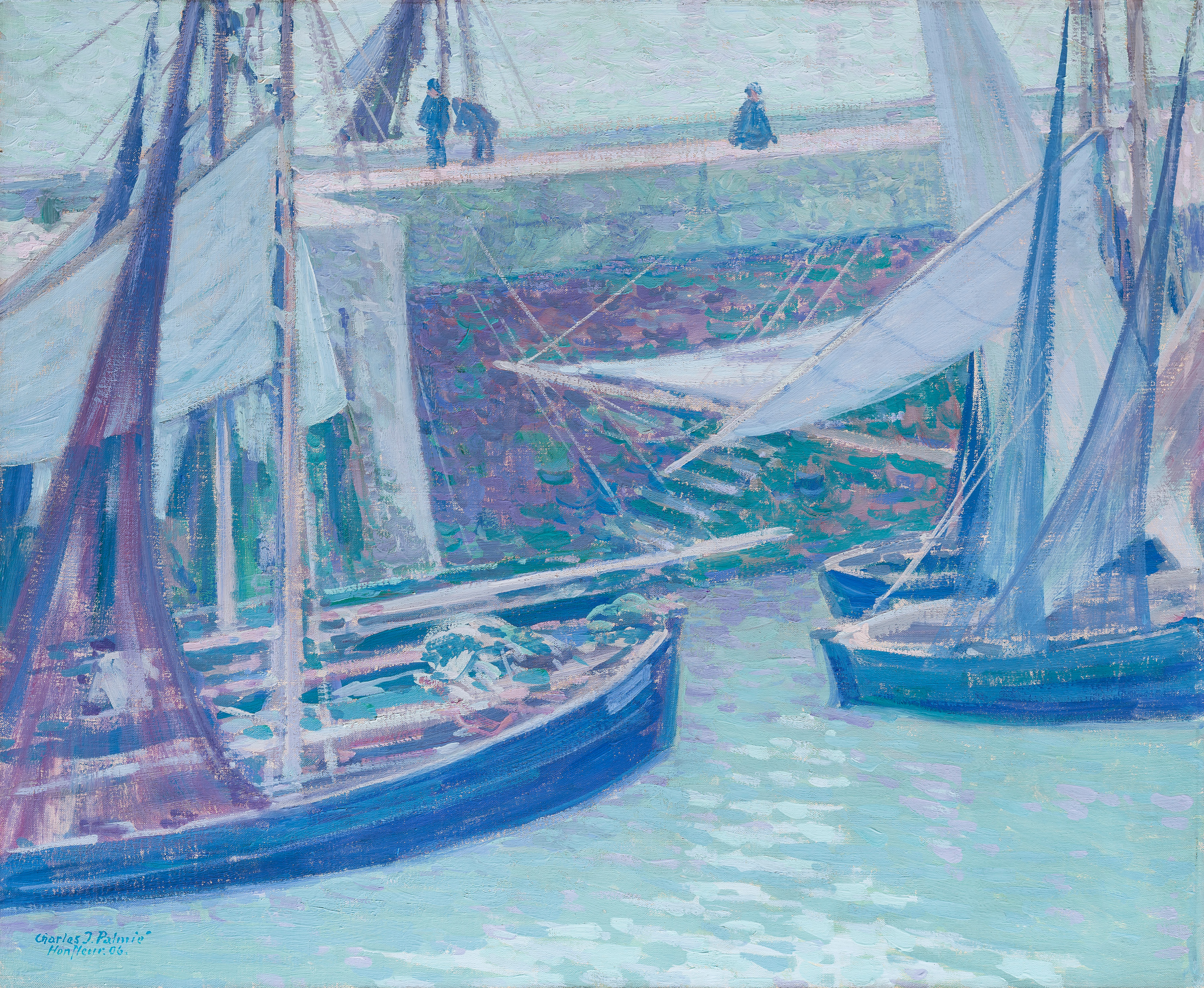
Im Hafen von Honfleur, 1906

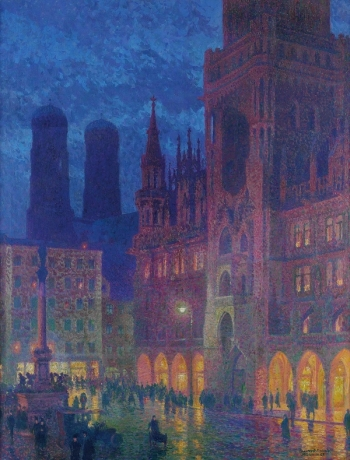
Marienplatz München, 1907

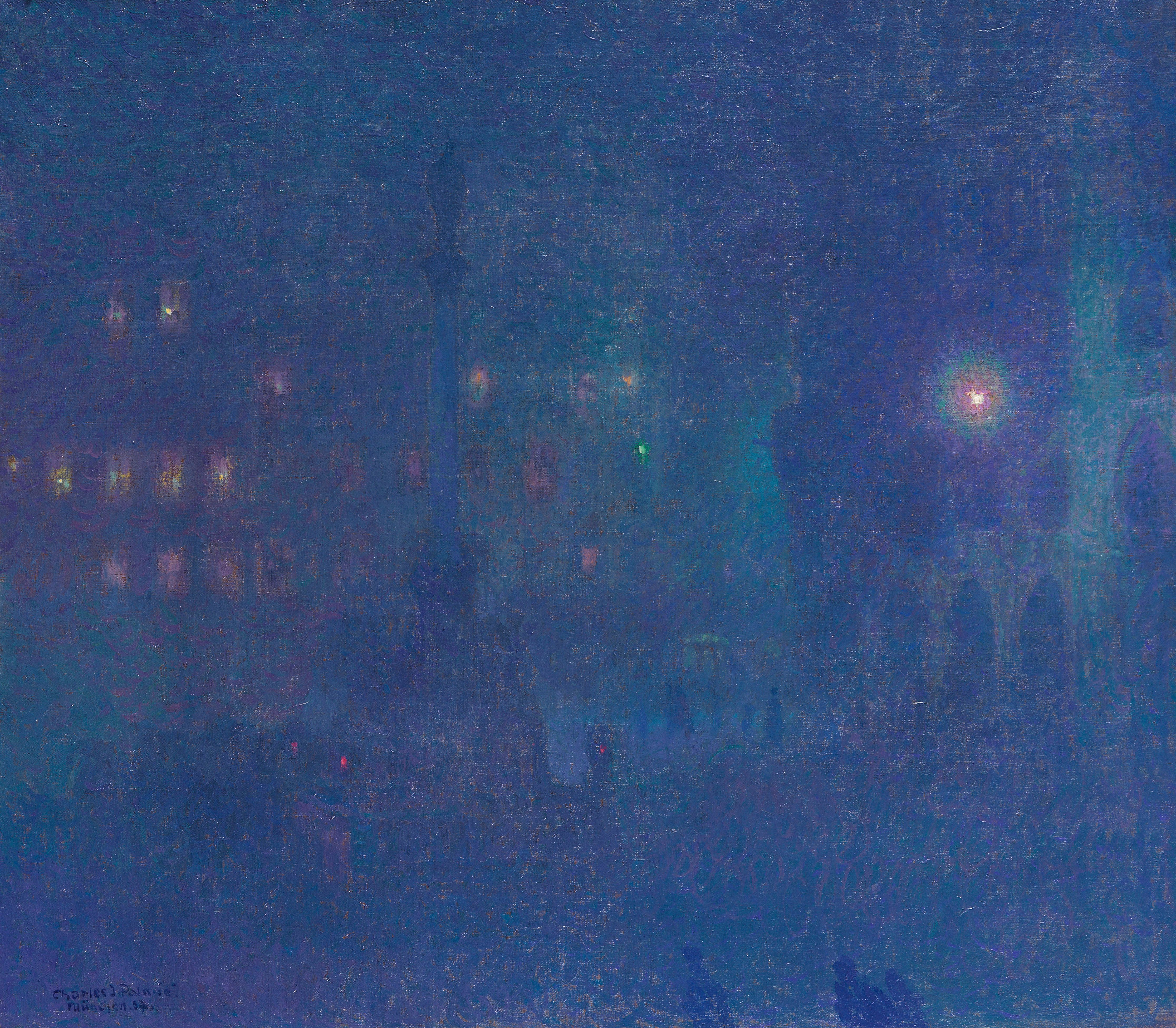
Der Münchner Marienplatz bei Nacht, 1907

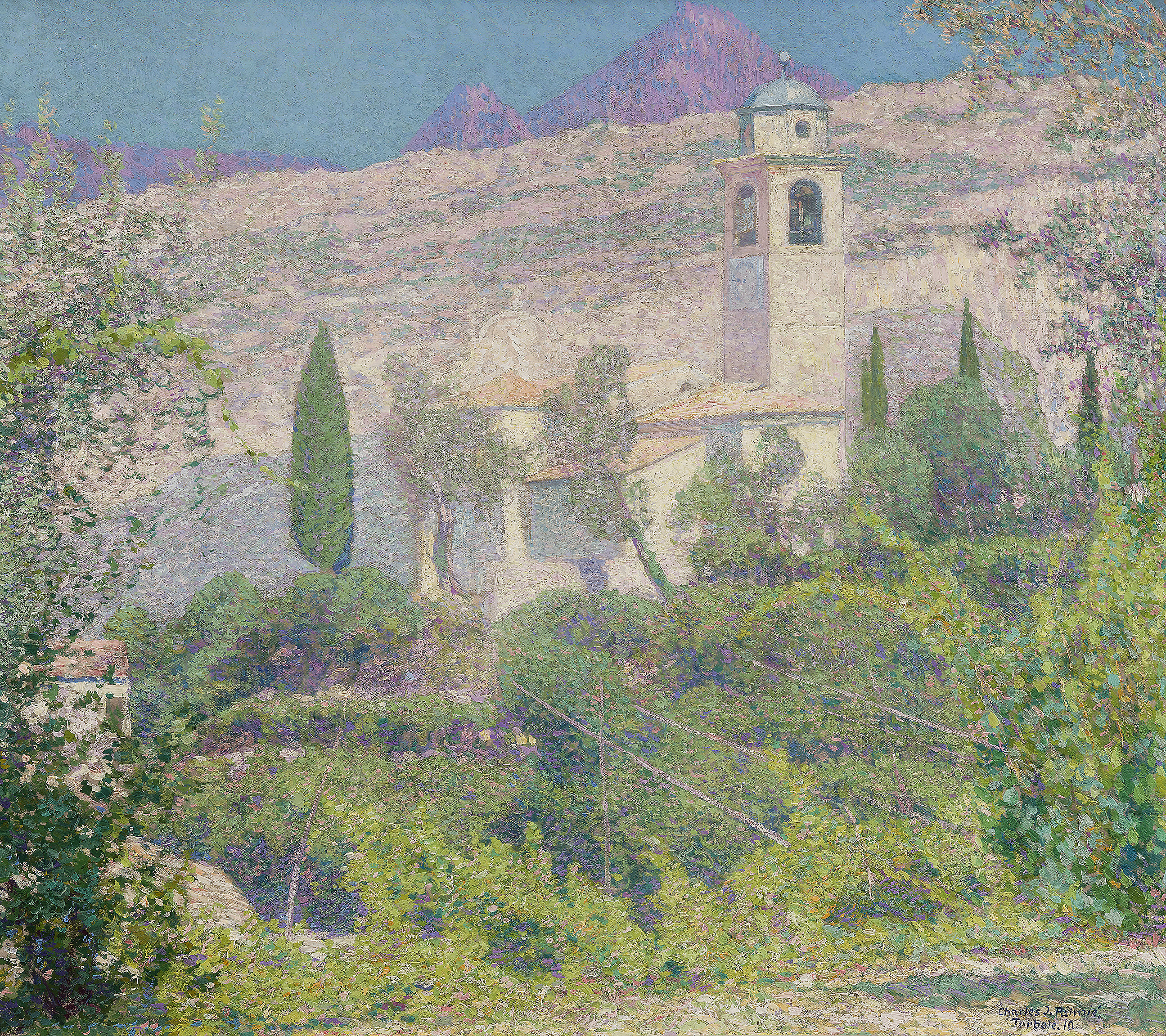
Torbole am Gardasee, 1910

Charles Johann Palmié (* 22. Oktober 1863 in Oschersleben als Johannes Adolph Robert Carl Palmié; † 14. Juli 1911 in München) war ein deutscher Landschafts- und Stilllebenmaler. Palmié entdeckte 1901 Kallmünz und gilt als der Begründer der dortigen Künstlerkolonie.

## Leben
Palmié wurde als Sohn des Restaurateurs Anton Georg Palmié und dessen Ehefrau Auguste, geb. Teutloff, verw. Schmahl, in Oschersleben geboren. Sein väterlicher Großvater, Bernhard Palmié, war Gastwirt in Halle (Saale), sein mütterlicher Großvater, Bernhard August Teutloff, Gastwirt in Wegeleben. Nach einer Ausbildung zum Dekorationsmaler studierte Palmié an der Dresdner Akademie. 1883 bemalte er das Leonhardi-Museum in Dresden. 1884 zog Palmié von Dresden nach München um, wo er bei August Fink weiterstudierte. 1896 erhielt er auf der Internationalen Kunstausstellung in Berlin eine kleine Goldmedaille.

## Vertraut mit der französischen Malerei
Palmié hatte es zu Ansehen gebracht. Heute fast vergessen, scheint Palmié zu seiner Zeit in München bekannt und beliebt gewesen zu sein. Er war Professor der Münchner Königlichen Kunstakademie und war für damalige Verhältnisse sehr fortschrittlich eingestellt und bestens mit der Avantgarde der Franzosen vertraut. Im Sommer 1906 malte er z. B. das Gemälde Hafen von Honfleur im Mondschein. Zur gleichen Zeit hielten sich in Honfleur auch die Fauves Raoul Dufy und Albert Marquet. auf. Für einen Deutschen sehr früh malte er sein Bild nach dem Rezept der Ton-in-Ton-Malerei von Louis Anquetin. Diese Malweise pflegte er weiterhin als einer der ersten Künstler in München, wo er 1907 den Marienplatz „im Glanze bunter Lichter, ein Farbenfeuerwerk, das […] fast an einen orientalischen Teppich gemahnt“, darstellte.

## Von einer Künstlergruppe zur anderen
Palmié wird in seinem Nekrolog charakterisiert als ein „ruheloser Wanderer von einer Künstlergruppe zur anderen: vor einem halben Dutzend Jahren stellte er noch bei der ‚Secession‘ aus, dann fand man ihn plötzlich bei der Genossenschaft im Glaspalast, endlich landete er bei den ‚Bayern‘. Zugleich aber gastierte er bei den ‚Juryfreien'.“ 1909 war Palmié einer der Gründungsmitglieder der Neuen Künstlervereinigung München (N.K.V.M.), aus der er jedoch noch vor der 1. N.K.V.M.-Ausstellung im Winter 1909 wegen künstlerischer Differenzen mit Kandinsky austrat.

## Die Vierquadratmeterklausel
Die Vorbereitungen für die erste Ausstellung der N.K.V.M. waren von Zänkereien begleitet. Palmié war wesentlicher Stein des Anstoßes. Der Grund war keineswegs sein neoimpressionistischer Malstil, den man zu jenem Zeitpunkt schon „als überwunden“ angesehen haben könnte. Neben Paul Baum wäre er als weiterer Neoimpressionist in dieser Ausstellung vertreten gewesen. Palmié wollte bei diesem ersten Auftritt der N.K.V.M. juryfrei seine über „vier Quadratmeter“ messenden Bilder in der Ausstellung vertreten wissen. Es war Kandinsky, der sich vehement dagegen verwehrte. Er, der Jurist, wusste dem mit verwaltungstechnischen Formalien zu „wehren“. Er schaffte es, einen „Paragraph in den Statuten“ der N.K.V.M. einzuführen, der es verbot, Bilder über „vier Quadratmeter“ auszustellen. Nach dem o. g. unerfreulichen Intermezzo zog Palmié alle seine Bilder zurück, trat aus dem Verein aus und ging eigene Wege.
Als es im Verein immer häufiger zu Unstimmigkeiten gekommen war, die sich an Kandinskys zusehends abstrakter werdenden Malerei (man forderte von ihm „möglichst verständliche Werke“) entzündete, beschlossen Kandinsky und Marc eine Abspaltung von der N.K.V.M.
Kandinsky arbeitete insgeheim und auf Konfrontation gezielt, an einem über vier Quadratmeter großen, abstrakten Gemälde, Das Jüngste Gericht/Komposition V. Dieses reichte er nach Palmiés Vorbild, wohl wissend um die Statuten der N.K.V.M., der Jury zur bevorstehenden Winterausstellung ein.
Kandinskys und Marcs Planung ging auf. Man erinnerte sich an die von Kandinsky selbst eingeführte „Vierquadratmeterklausel“, die 1909 Palmié zum Verhängnis wurde. Es gab den erhofften „Krach“ am 2. Dezember 1911. Die Mehrheit lehnte Kandinskys Bild satzungsgemäß ab. Zusammen mit Münter und Marc verließ daraufhin Kandinsky „Protest“ vortäuschend – die N.K.V.M. und arrangierte die erste Ausstellung Der Blaue Reiter als Gegenausstellung zu der der N.K.V.M. Erst mehr als 20 Jahre später, verriet Kandinsky erstmals sein und Marcs unfaires Spiel: „Da wir beide den ‚Krach‘ schon früher witterten, hatten wir eine andre Ausstellung vorbereitet.“

## Familie
Palmié war seit 1886 mit der Blumenmalerin Marie (geborene Kapferer) aus Innsbruck verheiratet. Er war der Vater des Malers Gisbert Palmié und Onkel der Künstlerin Thea Schleusner.